# Léogeats
Léogeats ist eine französische Gemeinde mit 880 Einwohnern (Stand: 1. Januar 2022) im Département Gironde in der Region Nouvelle-Aquitaine. Sie gehört zum Kanton Le Sud-Gironde im Arrondissement Langon und ist Mitglied im Gemeindeverband Sud Gironde. Die Einwohner werden Léogeatais genannt.

## Geographie
Léogeats liegt etwa 46 Kilometer südöstlich von Bordeaux am Ciron. Umgeben wird Léogeats von den Nachbargemeinden Budos im Norden und Nordwesten, Sauternes im Norden, Fargues im Nordosten, Roaillan im Osten, Noaillan im Süden sowie Balizac im Westen und Südwesten.

## Bevölkerungsentwicklung
| Jahr                       | 1962 | 1968 | 1975 | 1982 | 1990 | 1999 | 2006 | 2017 |
| Einwohner                  | 445  | 390  | 358  | 401  | 454  | 547  | 652  | 805  |
| Quellen: Cassini und INSEE |      |      |      |      |      |      |      |      |

## Bemerkenswerte Personen
- Joël Dumé, internationaler Rugby-Schiedsrichter

- Guillaume-Léonce Duprat, französischer Philosoph und Professor für Soziologie und Sozialökonomie an der Universität Genf

## Sehenswürdigkeiten
- Kirche Saint-Christophe aus dem 12. Jahrhundert, im 16. Jahrhundert umgebaut, Monument historique seit 1925

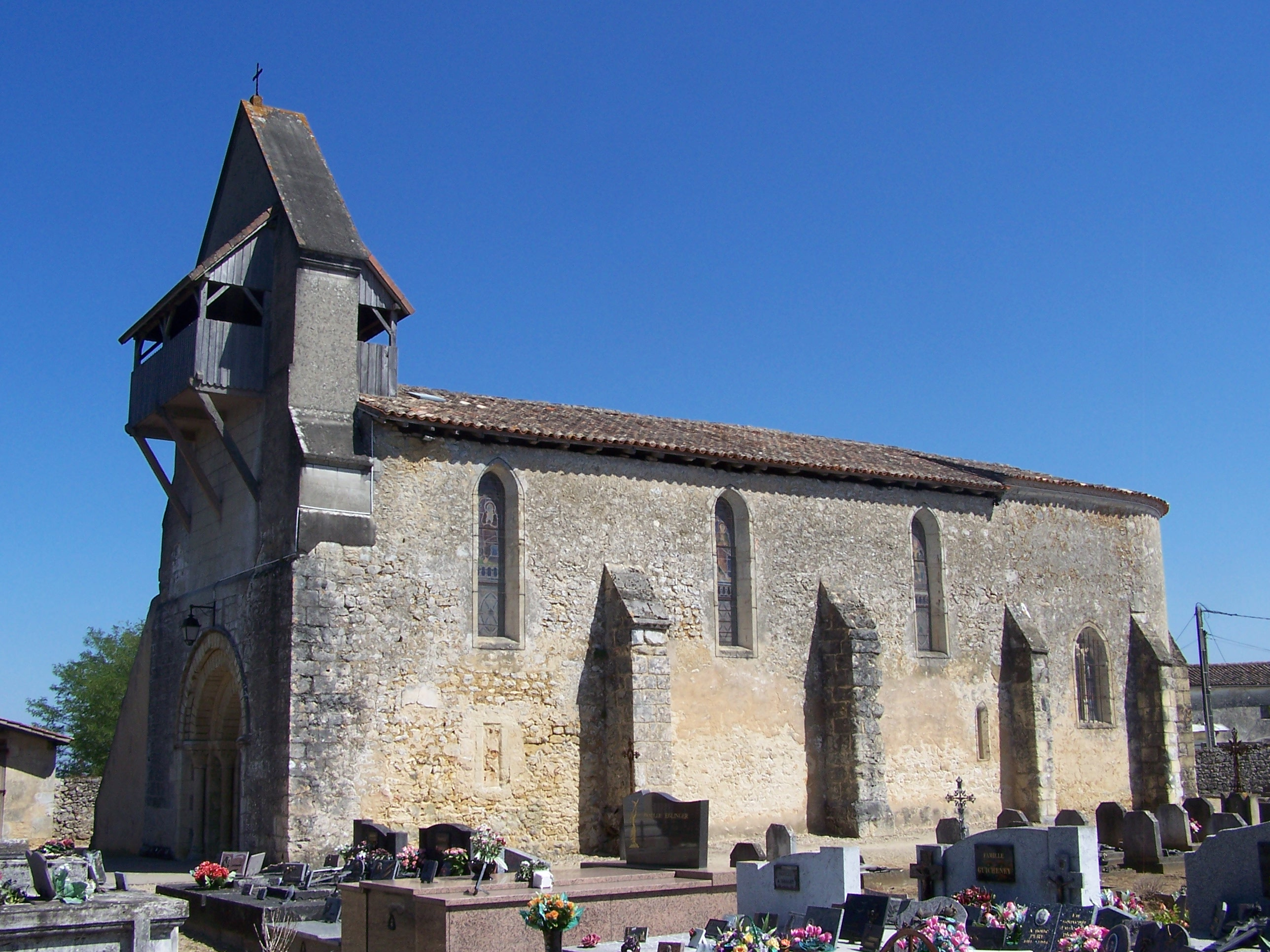
Kirche Saint-Christophe

## Persönlichkeiten
- Guillaume-Léonce Duprat (1872–1956), Philosoph und Professor für Soziologie und Sozialökonomie